# Флаг Росрезерва
Флаг Росрезерва — официальный символ, указывающий на принадлежность к Федеральному агентству по государственным резервам (Росрезерв).
3 октября 2006 года, постановлением Правительства Российской Федерации, в целях реализации единой государственной политики в области геральдики, упорядочения официальных символов федеральных органов исполнительной власти, сохранения и развития исторических традиций, были учреждены флаг и эмблема Федерального агентства по государственным резервам.

## Флаг
- Флаг устанавливается в кабинетах руководителя Росрезерва, его заместителей, а также в зале коллегии Росрезерва.
- Флаг поднят постоянно на зданиях Росрезерва, его территориальных органов и подведомственных ему федеральных государственных унитарных предприятий и федеральных государственных учреждений.
- По решению руководителя Росрезерва флаг поднимается в местах официальных церемоний и других торжественных мероприятий, проводимых Росрезервом, его территориальными органами и подведомственными ему федеральными государственными унитарными предприятиями и федеральными государственными учреждениями.
- В дни траура флаг приспускается до половины мачты (флагштока). При размещении флага на древке траурные ленты прикрепляются к древку.
- При одновременном использовании Государственного флага Российской Федерации и флага Росрезерва, последний располагается с правой стороны, если стоять к ним лицом. Размер флага не должен превышать размер Государственного флага Российской Федерации.

Флаг Федерального агентства по государственным резервам представляет собой прямоугольное полотнище белого цвета с Государственным флагом Российской Федерации в крыже. В правой нижней части полотнища — цветное изображение геральдического знака-эмблемы Федерального агентства по государственным резервам.
Ширина полотнища составляет две трети его длины. Длина и ширина изображения Государственного флага Российской Федерации составляют соответственно одну вторую длины и ширины полотнища. Ширина изображения геральдического знака-эмблемы Федерального агентства по государственным резервам составляет одну четвертую длины полотнища.
Изображение геральдического знака-эмблемы Федерального агентства по государственным резервам расположено на расстоянии одной десятой длины и ширины полотнища от нижнего и правого краёв полотнища соответственно.

## Эмблема

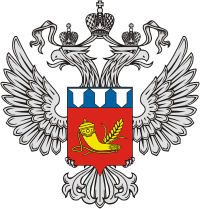
Геральдический знак-эмблема Росрезерва

- Геральдический знак-эмблема Росрезерва помещается в кабинете руководителя Росрезерва и в зале коллегии Росрезерва.
- Эмблема может помещаться на угловых штампах или бланках с угловыми штампами Росрезерва (за исключением случаев, предусматривающих использование Государственного герба Российской Федерации), его территориальных органов и подведомственных ему федеральных государственных унитарных предприятий и федеральных государственных учреждений.
- Эмблема помещается на флаге Росрезерва, а также по решению руководителя Росрезерва — на ведомственных наградах и документах, зданиях и сооружениях, транспортных средствах и ином имуществе Росрезерва.

Геральдический знак-эмблема Федерального агентства по государственным резервам (далее — эмблема) представляет собой изображение двуглавого орла с поднятыми крыльями серебристого цвета, увенчанного двумя малыми и одной большой коронами серебристого цвета, соединёнными лентой серебристого цвета. В лапах орла — геральдический двучастный щит. Во главе щита беличий мех белый по синему, поле щита красное. В поле щита перекрещённые золотые пороховница и колос.
Допускается использование в качестве самостоятельной малой эмблемы Федерального агентства по государственным резервам изображения геральдического двучастного щита с беличьим мехом и перекрещёнными золотыми пороховницей и колосом.
Эмблема Федерального агентства по государственным резервам может выполняться в одноцветном изображении.